# Олбрайт, Айвен
Айвен Олбрайт (англ. Ivan Le Lorraine Albright; 20 февраля 1897[…], Харви, Иллинойс — 18 ноября 1983[…], Вудсток, Вермонт) — американский художник.

## Биография
Айвен и его брат-близнец Малвин родились близ Чикаго в семье Адама Эмори и Клары Уилсон Олбрайт. Его отец Адам Олбрайт был пейзажистом и происходил из семьи оружейников с фамилией «Albrecht». Братья были неразлучны в детстве и в значительной части юности.
Оба поступили в Чикагский художественный институт. Бросив монетку, они решили, что Айвен будет заниматься живописью, а Малвин скульптурой. Айвен особенно восхищался Эль Греко и Рембрандтом, но быстро развил собственный стиль.
Его отец переехал вместе с женой и сыновьями в Уоренвилле, Иллинойс в 1924 году.
Айвен занимался в Северо-Западном университете, но бросил его и начал изучать архитектуру в Иллинойсском университете. В течение 1-й мировой войны он делал медицинские рисунки в госпитале в Нанте, во Франции. Ненормальная работа, которая возможно повлияла на его будущий стиль. После короткой работы в области архитектуры и рекламы, которая оттолкнула его своей коммерческой стороной, он серьёзно занялся живописью.
Жил в Филадельфии в 1925—1926 годах, потом вернулся в Иллинойс, где достиг существенного успеха после первой выставки в 1930.

## Карьера
Некоторые из темных таинственных работ Олбрайта являются самыми тщательными из когда-либо написанных, часто они требовали нескольких лет для выполнения. Кружевные занавески или расщепленные деревья воссоздавались с использованием кисти толщиной в один волос.
Затраченные усилия выливались в то, что он не хотел расставаться с картинами и запрашивал за них в 30-60 раз больше, чем другие художники. В результате продажи были редки. Он полагался на поддержку отца, иногда подрабатывая столярными работами. Его ранняя картина «Lineman» (монтёр) была награждена премией и помещена на обложку коммерческого журнала «Электрический свет и сила». Однако его сутулый несчастный портрет вызвал неудовольствие читателей, который посчитали этот образ непредставительным. Редакторы в дальнейшем дистанцировались от его работ.
Олбрайт сосредотачивался на нескольких темах в большинстве своих работ — смерть, жизнь, материя и дух, эффекты времени. Он делал очень сложные работы, и их заглавия соответствуют их сложности. Он не давал названий, пока не заканчивал работу. В этот момент он рассматривал несколько вариантов, скорее поэтических, чем описательных, прежде чем выбрать окончательный. Например, Бедная комната — Времени нет, Нет конца, Не сегодня, Не вчера, Не завтра, Только вечность, вечность и вечность без конца.
Другая работа — «И человек создал Бога в своём воображении» называлась «Бог создал человека в своём воображении» во время турне по Югу. Одна из самых известных его работ, над которой он работал 10 лет, — «То, что мне следовало сделать, я не сделал (Дверь)». Она получила главный приз на трех больших выставках в Нью-Йорке, Чикаго и Филадельфии в 1941. Приз Музея Метрополитен принес ему 3500 долларов и место в постоянной экспозиции. Но, не желая расставаться с картиной меньше, чем за 125 000, Олбрайт предпочёл медаль, что позволило ему хранить картину.
Олбрайт был избран в Национальную Академию дизайна в 1942.
В 1943 он был выбран для создания титульной картины для фильма Альберта Левина по роману Оскара Уайльда «Портрет Дориана Грея». Его реалистичное, но гиперболизированное изображение угасания личности сделало его весьма подходящим для такого проекта. Его брат был выбран, чтобы сделать портрет неиспорченного Грея, но в фильме был использован портрет Энрико Медины. Айвен делал изменения в картине в процессе съёмок. Оригинал находится сейчас в Чикагском художественном институте.
Айвен был плодотворным художником всю свою жизнь, работая не только как живописец, но и как печатник и гравер. Он изготовлял свои собственные краски и уголь, и вырезал свои собственные замысловатые рамы. Он был приверженец мелочей и создавал разные замысловатые приспособления до начала работы. Он был настолько зациклен на освещении, что выкрасил свою студию в чёрный цвет и носил чёрную одежду, чтобы исключить потенциальные блики.
Последнюю часть жизни Олбрайт прожил в Вудстоке в штате Вермонт. Последний раз он посетил Уорренвиль в 1978. Город объявил день Айвена Олбрайта, весь день шли торжества в его честь. Присутствующий биограф Олбрайта Майкл Кройдон презентовал свежее изданную, хорошо иллюстрированную книгу «Айвен Олбрайт». Библиотека представила большую коллекцию фотографий из жизни Олбрайта в Уоренвилле.
Он никогда не переставал работать, несмотря на то, что он много времени тратил на путешествия по всему миру. Олбрайт сделал больше двадцати автопортретов в последние три года, даже на смертном ложе, написав последний после инфаркта. Он умер в 1983.
К столетию со дня рождения Айвена Олбрайта Художественная школа Чикаго открыла большую выставку его работ. Картину «Appears the Man», фотографию Айвена Олбрайта и его самую известную картину «Портрет Дориана Грея» можно увидеть в галерее в Уоренвилле, размещенной в здании городского совета.
Коллекция архивных материалов об Айвене Олбрайте находится в библиотеке «Ryerson & Burnham» в Чикагском художественном институте и содержит фотографии, наброски, записные книжки, фильм и другие материалы о его жизни и карьере.